# Clannad
Clannad ist eine irische Musikgruppe. Ihr Musikstil ist eine Mischung aus irischer Volksmusik, Rock, New Age und Weltmusik.

## Bandgeschichte
Clannad wurde in Gweedore, County Donegal, von der Brennan-Familie gegründet. Der Name steht für an Clann as Dobhar (ein Clan bzw. eine Familie aus Dobhar – Gaoth Dobhair ist der irische Name für Gweedore).
Moya Brennan, Ciarán Brennan und Pól Brennan traten schon früh im Pub ihres Vaters Leo auf. Schon nach kurzer Zeit wurde die Formation durch ihre Onkel Noel Duggan und Pádraig Duggan komplettiert. 1970 gewannen sie einen Talentwettbewerb in Letterkenny. Ihre Muttersprache ist, wie in der Gaeltacht üblich, Irisch und nicht Englisch.
1973 erschien ihr erstes Album Clannad. Rasch gewann Clannad Fans, besonders in ihrer Heimat und in Deutschland. Máires (Moyas) Schwester Eithne war von 1979 bis 1982 ebenfalls Bandmitglied und wirkte auf den Alben Crann Ull und Fuaim mit. Sie startete danach eine erfolgreiche Solokarriere als Enya.
Im Winter 1982 schuf Clannad die Titelmusik zum BBC-Fernsehfilm Harry’s Game und kamen damit in die Top 5 der UK-Charts. 1983 folgte das Album Magical Ring und 1984 Legend als Soundtrack für die erfolgreiche britische Fernsehserie Robin of Sherwood (deutscher Titel: Robin Hood). Clannad gewann damit den BAFTA TV Award für die beste Original-Fernsehfilmmusik.
1985 erschien das Album Macalla, auf dem Clannad vermehrt elektronische Instrumente und Effekte einsetzte. Es enthielt außerdem ein Duett von Máire Ní Bhraonáin mit dem U2-Sänger Bono (In a Lifetime), das 1986 und erneut 1989 hohe Chartplatzierungen erreichte.
Das Nachfolgealbum Sirius wurde von der Band in Los Angeles fertiggestellt; dabei arbeiteten sie mit örtlichen Musikern zusammen. 1989 erschien das erste Best-of-Album Past Present, das neben einer Auswahl an alten Songs auch einige neue Kompositionen enthielt. Es erreichte die Top 10 der britischen Charts und schließlich Platinstatus. Pol stieg danach aus der Band aus und widmete sich eigenen Projekten. Da er bis dahin der führende Kopf war, mussten sich die übrigen Musiker seitdem mehr mit dem Texten und Vertonen von Stücken beschäftigten.
1992 wurde der Song Theme from Harry’s Game für den Film Die Stunde der Patrioten verwendet. Im selben Jahr fand der Song I Will Find You im Film Der letzte Mohikaner von Michael Mann Verwendung. Der Titel erschien im Jahr darauf (1993) auf dem Album Banba.
Mit dem 1997 erschienenen Album Landmarks gewann Clannad einen Grammy Award in der Kategorie New Age.
1999 veröffentlichte Nick Bracegirdle (alias Chicane) einen Trance-Remix von Theme from Harry’s Game unter dem Titel Saltwater. Die neue Version erreichte in verschiedenen Ländern Europas hohe Chartplatzierungen und avancierte zum Clubhit.
Nach längerer Pause gab Clannad 2007 mehrere Konzerte auf den britischen Inseln sowie auf europäischen Folk-Festivals. Im selben Jahr erhielten sie den Lifetime Achievement Award im Rahmen der Verleihung des Meteor Awards.
Pádraig Duggan starb am 9. August 2016 im Alter von 67 Jahren in Dublin. Sein Zwillingsbruder Noel Duggan starb am 15. Oktober 2022 im Alter von 73 in West Donegal.

## Diskografie

### Studioalben
- 1973: Clannad
- 1974: Clannad 2
- 1976: Dúlamán
- 1980: Crann Úll
- 1982: Fuaim
- 1983: Magical Ring
- 1984: Legend
- 1985: Macalla
- 1987: Sirius
- 1988: Atlantic Realm (Soundtrack)
- 1989: The Angel and the Soldier Boy (Soundtrack)
- 1990: Anam
- 1993: Banba
- 1996: Lore
- 1997: Landmarks
- 2013: Nádúr

### Kompilationen
- 1989: Pastpresent
- 2003: The Best of Clannad – In a Lifetime
- 2008: Clannad Beginnings – The Best of the Early Years
- 2020: In a Lifetime (Doppel-CD, nicht identisch mit der Veröffentlichung von 2003)

### Konzertalben
- 1979: Clannad in Concert
- 2005: Live in Concert (Ring of Gold)
- 2011: Live at Christ Church Cathedral
- 2018: Turas 1980[2]

## Chartplatzierungen

### Alben
| Jahr | Titel                                | Höchstplatzierung, Gesamtwochen, AuszeichnungChartplatzierungen (Jahr, Titel, Platzierungen, Wochen, Auszeichnungen, Anmerkungen) | Höchstplatzierung, Gesamtwochen, AuszeichnungChartplatzierungen (Jahr, Titel, Platzierungen, Wochen, Auszeichnungen, Anmerkungen) | Höchstplatzierung, Gesamtwochen, AuszeichnungChartplatzierungen (Jahr, Titel, Platzierungen, Wochen, Auszeichnungen, Anmerkungen) | Höchstplatzierung, Gesamtwochen, AuszeichnungChartplatzierungen (Jahr, Titel, Platzierungen, Wochen, Auszeichnungen, Anmerkungen) | Anmerkungen                                                      |
| Jahr | Titel                                | DE | UK | US | IE | Anmerkungen                                                      |
| ---- | ------------------------------------ | --- | --- | --- | --- | ---------------------------------------------------------------- |
| 1983 | Magical Ring                         | — | UK26 (22 Wo.)UK | — | — | Erstveröffentlichung: 1983                                       |
| 1984 | Legend                               | — | UK15 Gold · (40 Wo.)UK | — | — | Erstveröffentlichung: 1984 Musik aus der Fernsehserie Robin Hood |
| 1985 | Macalla                              | — | UK33 Gold · (24 Wo.)UK | US131 (12 Wo.)US | — | Erstveröffentlichung: 1985                                       |
| 1987 | Sirius                               | — | UK34 (4 Wo.)UK | US183 (5 Wo.)US | — | Erstveröffentlichung: 1987                                       |
| 1989 | Atlantic Realm                       | — | UK41 (3 Wo.)UK | — | — | Erstveröffentlichung: 1989                                       |
| 1989 | Past Present                         | — | UK5 Platin · (32 Wo.)UK | — | — | Erstveröffentlichung: 1989                                       |
| 1990 | Anam                                 | — | UK14 Silber · (7 Wo.)UK | US46 Gold · (24 Wo.)US | — | Erstveröffentlichung: 1990                                       |
| 1993 | Banba                                | — | UK5 (11 Wo.)UK | US110 Gold · (11 Wo.)US | — | Erstveröffentlichung: 1993                                       |
| 1994 | Collection                           | — | UK94 Silber · (3 Wo.)UK | — | — | Erstveröffentlichung: 1994                                       |
| 1994 | Crann Ull                            | — | UK79 (3 Wo.)UK | — | — | Erstveröffentlichung: 1994                                       |
| 1996 | Lore                                 | — | UK14 Silber · (9 Wo.)UK | US195 (1 Wo.)US | — | Erstveröffentlichung: 1996                                       |
| 1997 | The Ultimate Collection              | — | UK46 Gold · (5 Wo.)UK | — | — | Erstveröffentlichung: 1997                                       |
| 1998 | An Diolaim                           | — | UK— GoldUK | — | — | Erstveröffentlichung: 1998                                       |
| 1998 | Landmarks                            | — | UK34 (2 Wo.)UK | — | — | Erstveröffentlichung: 1998                                       |
| 1998 | Magic Elements – The Best Of Clannad | DE45 (3 Wo.)DE | — | — | IE45 (5 Wo.)IE | Erstveröffentlichung: 1998                                       |
| 2003 | The Best Of – In a Lifetime          | — | UK23 Gold · (5 Wo.)UK | — | IE30 (3 Wo.)IE | Erstveröffentlichung: 2003                                       |
| 2008 | Celtic Themes – The Very Best Of     | — | UK20 Gold · (4 Wo.)UK | — | — | Erstveröffentlichung: 2008                                       |
| 2013 | Nádúr                                | DE100 (1 Wo.)DE | UK100 (1 Wo.)UK | — | IE24 (4 Wo.)IE | Erstveröffentlichung: 2013                                       |
| 2020 | In a Lifetime                        | DE38 (1 Wo.)DE | UK74 (1 Wo.)UK | — | — | Erstveröffentlichung: 13. März 2020                              |

grau schraffiert: keine Chartdaten aus diesem Jahr verfügbar

### Singles
| Jahr | Titel Album                             | Höchstplatzierung, Gesamtwochen, AuszeichnungChartplatzierungen (Jahr, Titel, Album, Platzierungen, Wochen, Auszeichnungen, Anmerkungen) | Höchstplatzierung, Gesamtwochen, AuszeichnungChartplatzierungen (Jahr, Titel, Album, Platzierungen, Wochen, Auszeichnungen, Anmerkungen) | Höchstplatzierung, Gesamtwochen, AuszeichnungChartplatzierungen (Jahr, Titel, Album, Platzierungen, Wochen, Auszeichnungen, Anmerkungen) | Höchstplatzierung, Gesamtwochen, AuszeichnungChartplatzierungen (Jahr, Titel, Album, Platzierungen, Wochen, Auszeichnungen, Anmerkungen) | Anmerkungen                                                            |
| Jahr | Titel Album                             | DE | UK | US | IE | Anmerkungen                                                            |
| ---- | --------------------------------------- | --- | --- | --- | --- | ---------------------------------------------------------------------- |
| 1982 | Theme From Harry’s Game Magical Ring    | — | UK5 Silber · (11 Wo.)UK | — | IE2 (5 Wo.)IE | Erstveröffentlichung: 1982                                             |
| 1983 | I See Red Magical Ring                  | — | UK81 (2 Wo.)UK | — | IE19 (1 Wo.)IE | Erstveröffentlichung: 1983                                             |
| 1983 | Newgrange Magical Ring                  | — | UK65 (2 Wo.)UK | — | IE30 (1 Wo.)IE | Erstveröffentlichung: 1983                                             |
| 1984 | Robin (The Hooded Man) Legend           | — | UK42 (7 Wo.)UK | — | IE19 (3 Wo.)IE | Erstveröffentlichung: 1984                                             |
| 1985 | Almost Seems (Too Late To Turn) Macalla | — | UK80 (3 Wo.)UK | — | — | Erstveröffentlichung: 1985                                             |
| 1986 | In a Lifetime Macalla                   | — | UK17 (12 Wo.)UK | — | IE5 (5 Wo.)IE | Erstveröffentlichung: 1986 feat. Bono                                  |
| 1986 | Robin of Sherwood Legend                | — | UK80 (6 Wo.)UK | — | — | Erstveröffentlichung: 1986                                             |
| 1989 | The Hunter Pastpresent                  | — | UK91 (2 Wo.)UK | — | — | Erstveröffentlichung: 1989                                             |
| 1989 | Hour Glass                              | — | UK91 (2 Wo.)UK | — | — | Erstveröffentlichung: 1989 Titelmusik zum BBC-Fernsehfilm Harry’s Game |
| 1990 | In Fortune’s Hand Anam                  | — | UK80 (2 Wo.)UK | — | — | Erstveröffentlichung: 1990                                             |
| 1991 | Both Sides Now                          | — | UK74 (1 Wo.)UK | — | IE3 (8 Wo.)IE | Erstveröffentlichung: 1991 mit Paul Young                              |

## Auszeichnungen für Musikverkäufe
| Goldene Schallplatte - Australien - 1990: für das Album Magical Ring - Niederlande - 1993: für das Album Banba - 1996: für das Album Lore | Platin-Schallplatte - Australien - 2002: für das Album PastPresent - Niederlande - 1993: für das Album PastPresent |

Anmerkung: Auszeichnungen in Ländern aus den Charttabellen bzw. Chartboxen sind in ebendiesen zu finden.
| Land/RegionAuszeichnungen für Musikverkäufe (Land/Region, Auszeichnungen, Verkäufe, Quellen) | Silber     | Gold       | Platin     | Verkäufe  | Quellen     |
| -------------------------------------------------------------------------------------------- | ---------- | ---------- | ---------- | --------- | ----------- |
| Australien (ARIA)                                                                            | —          | Gold1      | Platin1    | 105.000   | aria.com.au |
| Niederlande (NVPI)                                                                           | —          | 2× Gold2   | Platin1    | 200.000   | nvpi.nl     |
| Vereinigte Staaten (RIAA)                                                                    | —          | 2× Gold2   | —          | 1.000.000 | riaa.com    |
| Vereinigtes Königreich (BPI)                                                                 | 4× Silber4 | 6× Gold6   | Platin1    | 2.280.000 | bpi.co.uk   |
| Insgesamt                                                                                    | 4× Silber4 | 11× Gold11 | 3× Platin3 |           |             |